# Dir en grey
Dir en grey (japanska: ディル・アン・グレイ?, Diru an gurei) är en japansk rockgrupp grundad 1997 i Osaka av medlemmarna Kyo, Kaoru, Die och Shinya. Namnet består av ord tagna från tyska, franska och engelska språket och betyder direkt översatt "dig i grått", och valdes enligt bandet "för att det lät rätt". Bandets fanklubb heter "a knot" och är än så länge endast öppen för japanska medlemmar.

## Historia
Gruppen bildades i februari 1997 när en av medlemmarna i La Sadies, basisten Kisaki, hoppade av. Återstående medlemmar, Kyo, Kaoru, Die och Shinya ville fortsätta spela med ett nytt band, så de anlitade Toshiya som ny basist. Dir en grey släppte sin första EP, Missa i juli samma år. De fick skivkontrakt hos eastwest Japan (Warner Music) med hjälp av Yoshiki Hayashi från X-Japan, som även följande år producerade fyra av bandets efterföljande singlar samt debutalbumet Gauze.
Den 7 augusti 2007 spelade Dir en grey i Sverige för första gången, på en slutsåld Arenan i Stockholm. I juni 2009 spelade bandet på Metaltown i Göteborg.

## Medlemmar

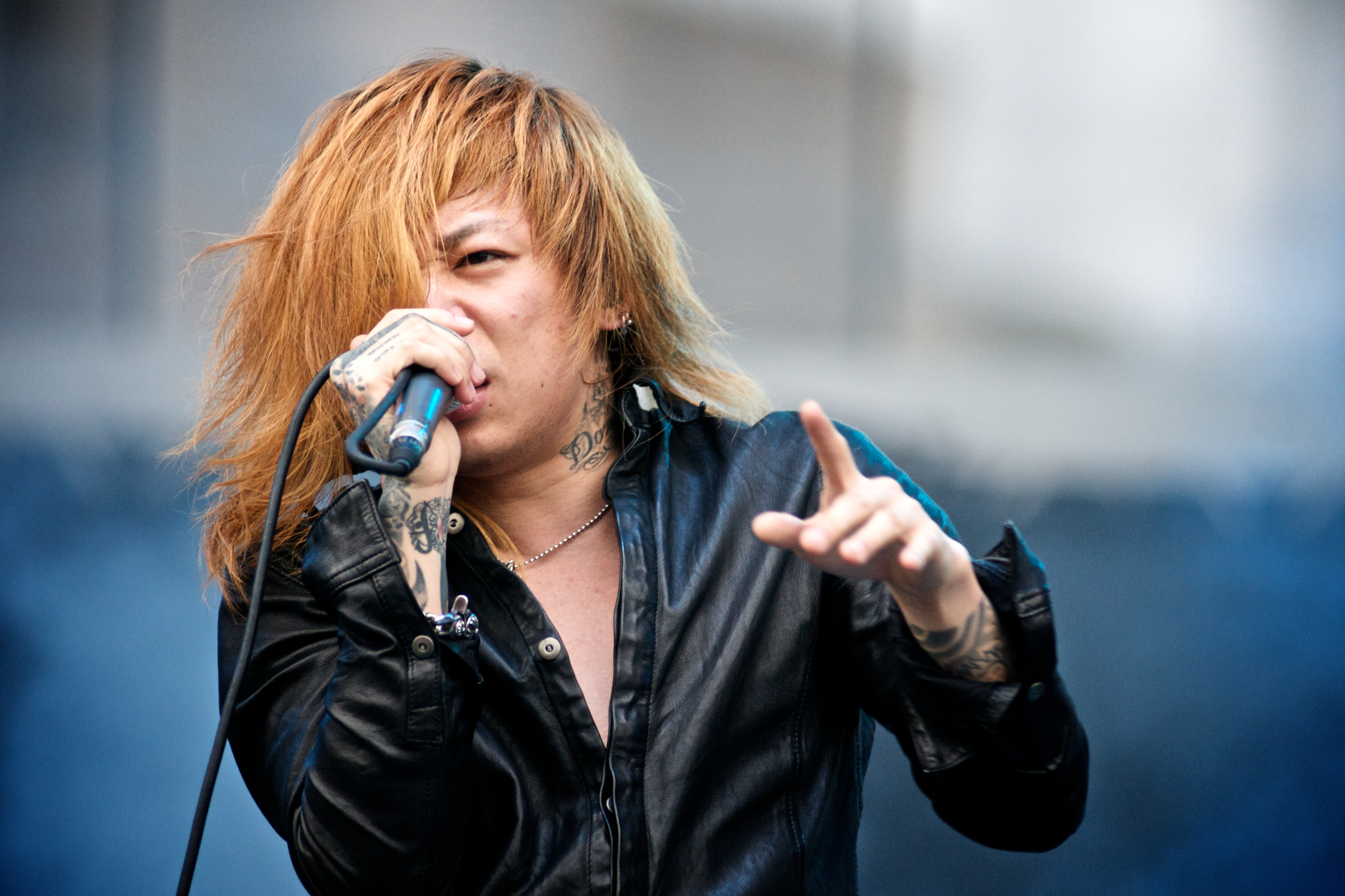
Kyo
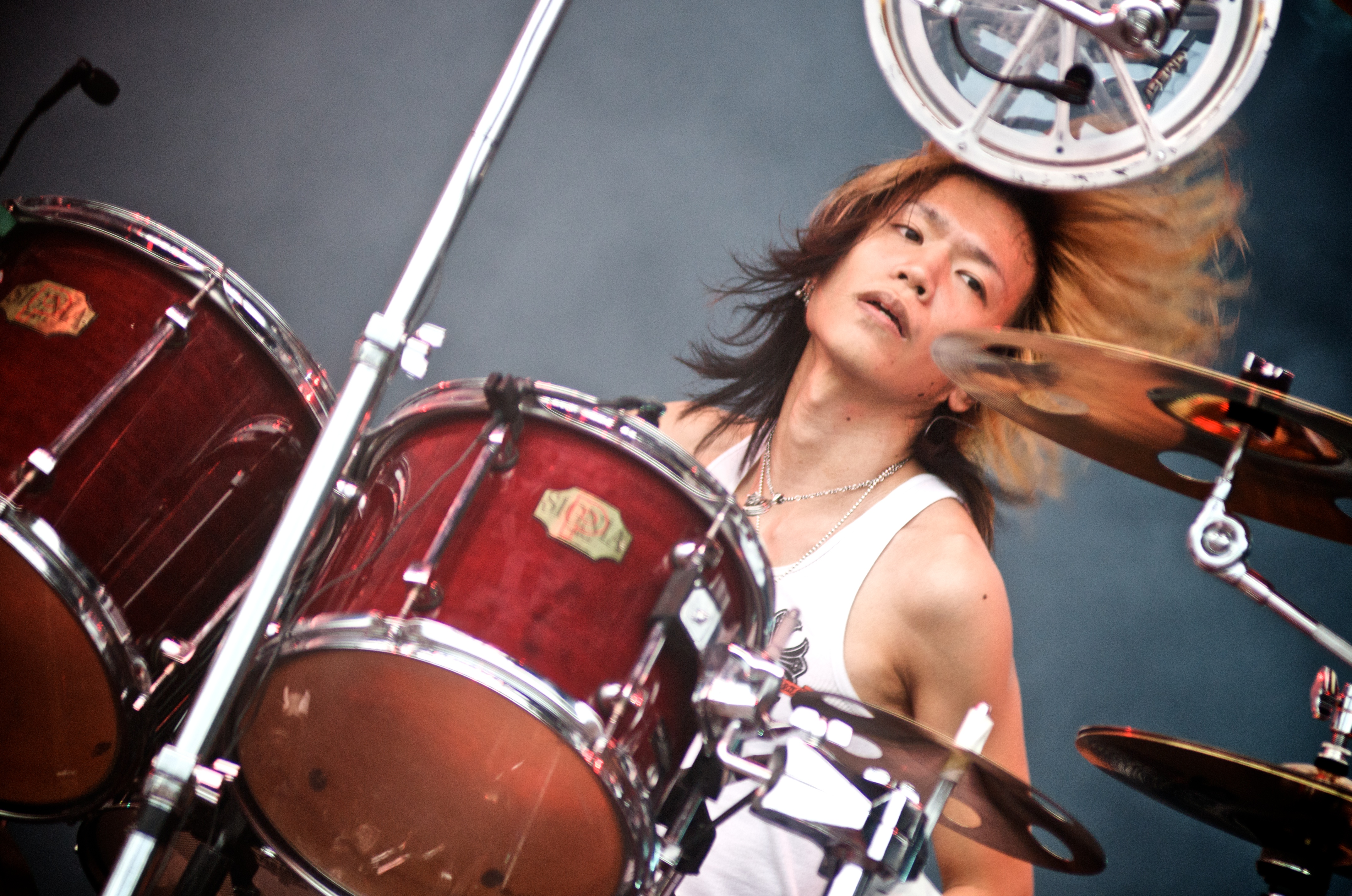
Shinya

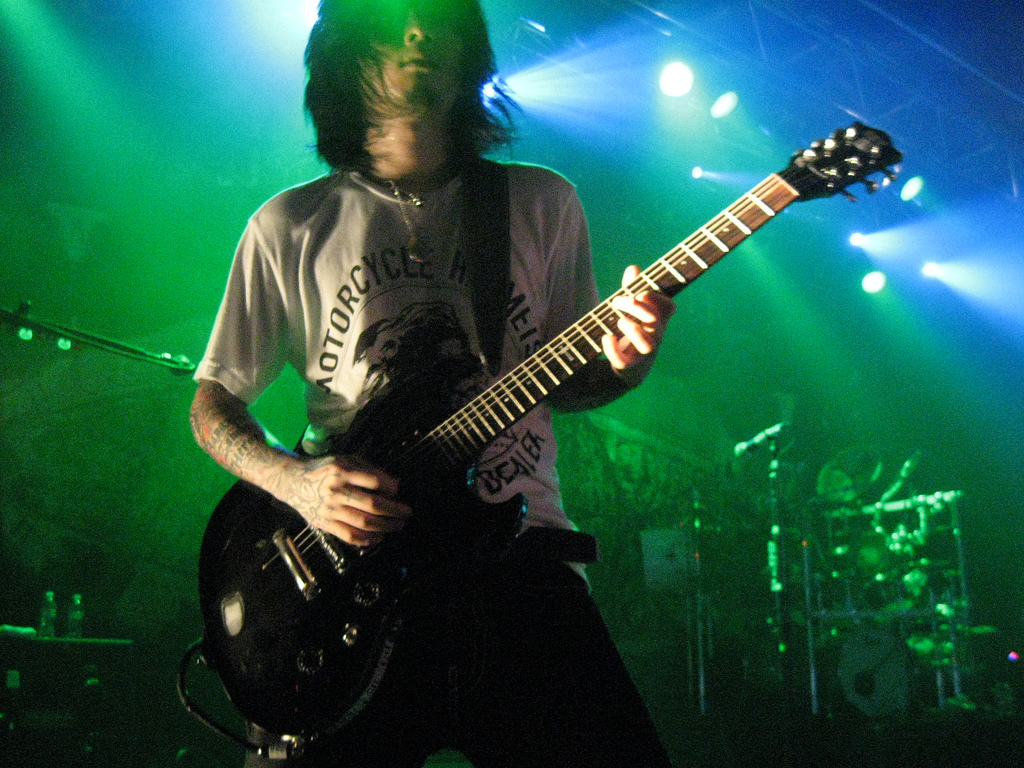
Kaoru
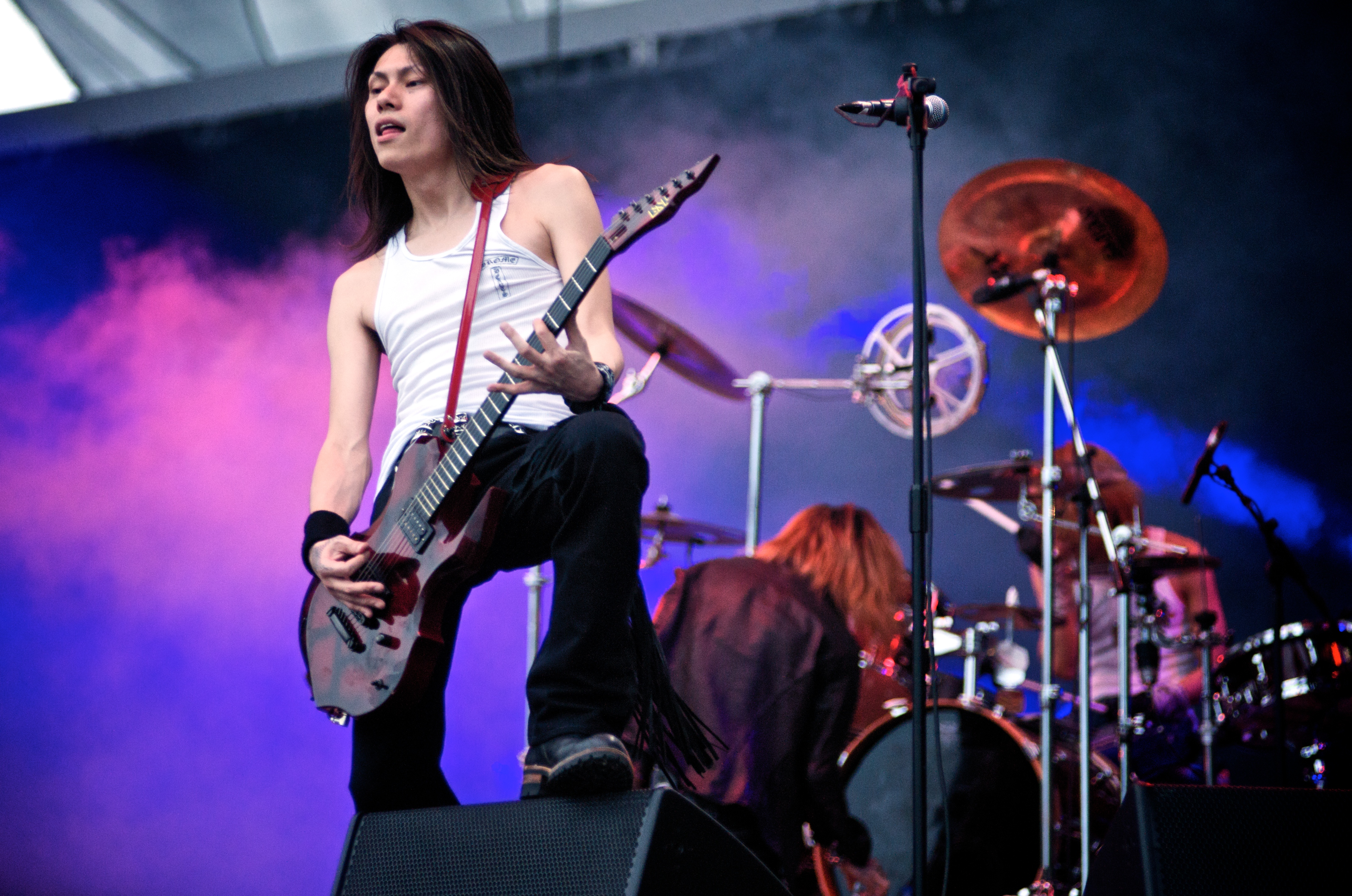
Die
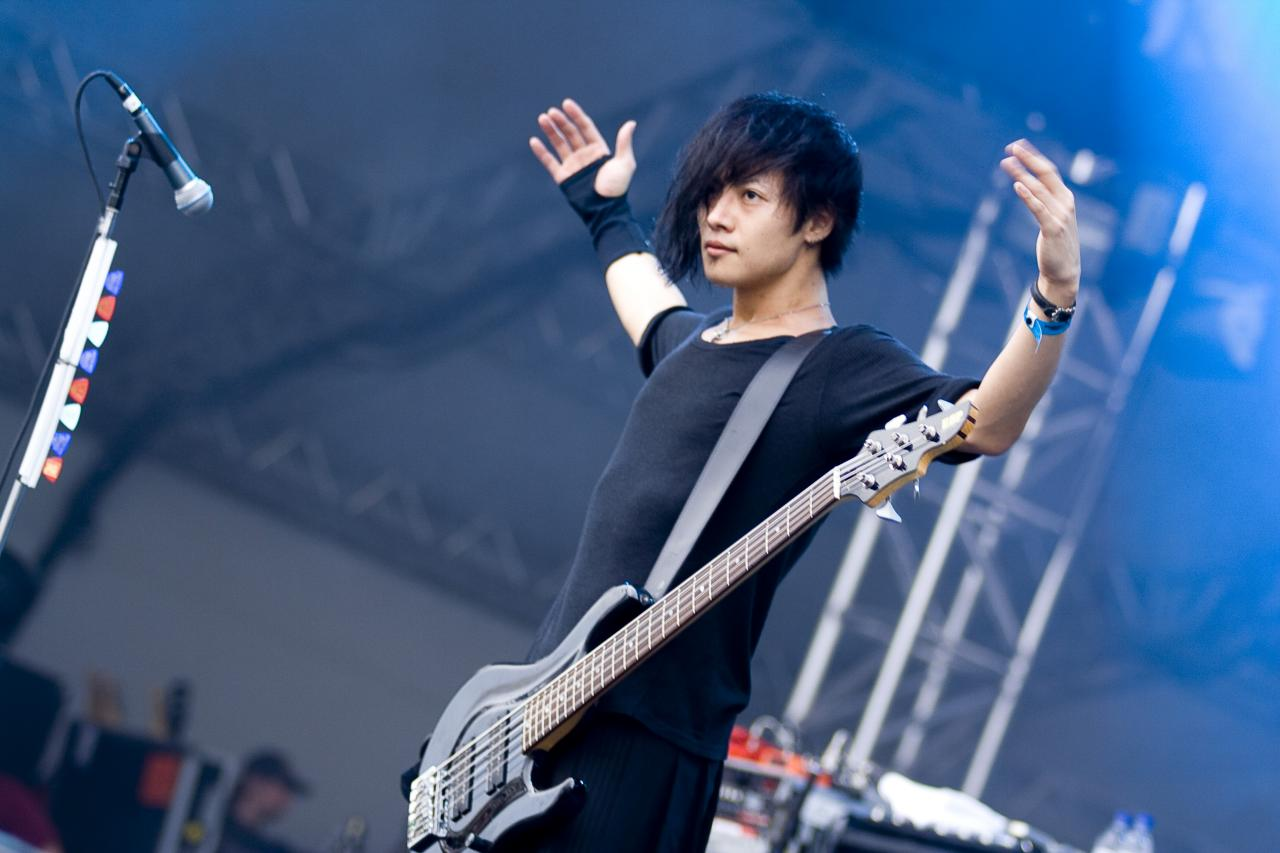
Toshiya

Nuvarande medlemmar
- Kyo (京) – sång, texter
- Kaoru (薫) – gitarr, bakgrundssång
- Die – gitarr, bakgrundssång
- Toshiya – basgitarr, bakgrundssång
- Shinya – trummor

Bildgalleri
- Kyo
- Shinya

- Kaoru
- Die
- Toshiya

## Diskografi

### Studioalbum
- 1999 – Gauze
- 2000 – Macabre
- 2002 – Kisou
- 2003 – Vulgar
- 2005 – Withering to Death.
- 2007 – The Marrow of a Bone
- 2008 – Uroboros
- 2011 – Dum Spiro Spero
- 2014 – Arche
- 2018 – The Insulated World
- 2022 – Phalaris

### EP
- 1997 – Missa
- 2002 – six Ugly
- 2013 – The Unraveling

### Singlar
- 1998 – Jealous
- 1998 – -I'll-
- 1999 – Akuro no oka
- 1999 – Yurameki
- 1999 – -Zan-
- 1999 – Cage
- 1999 – Yokan
- 2000 – Myaku
- 2000 – [KR]cube
- 2000 – Taiyou no ao
- 2001 – ain't afraid to die
- 2001 – Filth
- 2001 – Jessica
- 2001 – embryo
- 2002 – Child prey
- 2003 – Drain Away
- 2003 – Kasumi
- 2004 – The Final
- 2004 – Saku
- 2005 – Clever Sleazoid
- 2006 – Ryoujoku no ame
- 2006 – Agitated Screams of Maggots
- 2007 – Dozing Green
- 2008 – Glass Skin
- 2009 – Hageshisa to, kono mune no naka de karamitsuita shakunetsu no yami
- 2011 – Lotus
- 2011 – Different Sense
- 2011 – Tsumi to Batsu
- 2012 – Rinkaku
- 2014 – Sustain the Untruth
- 2016 – Utafumi
- 2018 – Ningen wo Kaburu
- 2019 – The World of Mercy
- 2020 – Ochita Koto no Aru Sora (digital release)
- 2201 – Oboro

### Samlingsalbum
- 1997 – Behind the Mask, Volume 2
- 2001 – -KAI- (remixalbum)
- 2006 – The Best of Taste of Chaos
- 2006 – The Family Values Tour 2006
- 2007 – Decade 1997-2002
- 2007 – Decade 2003-2007
- 2010 – Romantist - The Stalin, Michiro Endo Tribute Album
- 2012 – Uroboros (Remastered & Expanded)
- 2018 – Vestige of Scratches